# Dariusz Kozłowski
Dariusz Mirosław Kozłowski (* 24. Februar 1968 in Wałbrzych) ist ein früherer polnischer Biathlet.
Dariusz Kozłowski war für Górnik Wałbrzych aktiv. 1992 nahm er an den Olympischen Winterspielen in Albertville teil und kam dort im Sprint zum Einsatz, bei dem er 58. wurde, sowie mit Jan Ziemianin, Jan Wojtas und Krzysztof Sosna in der Staffel, wo die Polen Neunte wurden. Bei den polnischen Meisterschaften 1992 gewann er den Titel im Einzel. Ein zweites Großereignis wurden die Biathlon-Weltmeisterschaften 1993 in Borowez. In Bulgarien nahm er mit Jan und Wiesław Ziemianin sowie Krzysztof Sosna am Staffelrennen teil und wurde Zehnter. Wohl von der Saison 1989/90 bis 1994 nahm Kozłowski an Rennen des Biathlon-Weltcups teil, gewann aber fast nie Punkte. Bestes Ergebnis wurde ein 22. Rang im Einzel von Antholz, den er 1991 erreichte.

## Bilanz im Biathlon-Weltcup
Die Tabelle zeigt alle Platzierungen (je nach Austragungsjahr einschließlich Olympische Spiele und Weltmeisterschaften).
- 1.–3. Platz: Anzahl der Podiumsplatzierungen
- Top 10: Anzahl der Platzierungen unter den ersten zehn (einschließlich Podium)
- Punkteränge: Anzahl der Platzierungen innerhalb der Punkteränge (einschließlich Podium und Top 10)
- Starts: Anzahl gelaufener Rennen in der jeweiligen Disziplin

| Platzierung                | Einzel | Sprint | Verfolgung | Massenstart | Team | Staffel | Gesamt |
| -------------------------- | ------ | ------ | ---------- | ----------- | ---- | ------- | ------ |
| 1. Platz                   |        |        |            |             |      |         |        |
| 2. Platz                   |        |        |            |             |      |         |        |
| 3. Platz                   |        |        |            |             | 1    |         | 1      |
| Top 10                     |        |        |            |             |      | 8       | 8      |
| Punkteränge                |        |        |            |             | 1    | 8       | 9      |
| Starts                     | 13     | 10     |            |             | 1    | 8       | 32     |
| Stand: Daten unvollständig |        |        |            |             |      |         |        |